# Плесси-ле-Тур
Плесси-ле-Тур — остатки королевской резиденции (шато) в местечке Ла-Риш, пригороде Тура. Один из многочисленных позднеготических замков долины Луары.

## История
Замок построен во время правления Людовика XI, в середине XV века. Король умер здесь 30 августа 1483 года. В 1589 году в Плесси-ле-Тур состоялась историческая встреча Генриха III и Генриха Наваррского, во время которой они договорились о совместных действиях против Католической лиги.
В XVII веке Бурбоны перестали наведываться в обветшавшую резиденцию. Вокруг зданий были насажены тутовые деревья, что способствовало развитию в округе шелкопрядения. В конце XVIII века бывший замок был обращён в дом призрения для жителей Тура. В 1796 году, во время Великой французской революции, памятник старины был продан частному владельцу и на три четверти разобран на кирпич.
Уцелевшее здание — часть величественного шато, имевшего три крыла, — в XIX веке использовалось как ферма. Также здесь было налажено производство охотничьей дроби. Лишь в начале XX века, когда в здание въехала лаборатория по разработке вакцин, стали задумываться о его реставрации. Плесси-ле-Тур был внесен в официальный список исторических памятников Франции в 1927 году.
Сейчас замок принадлежит польской общине, но по договоренности можно посетить комнату, где умер король Людовик, и подвалы, где когда-то была королевская тюрьма. Там выставлены на обозрение железные клетки, подобные той, в которой, по преданию, Людовик XI на протяжении 11 лет держал кардинала Ла Балю.

## Замок в литературе
В замке происходит значительная часть событий романа «Квентин Дорвард» шотландского писателя Вальтера Скотта, в частности знакомство главных героев Квентина и Изабеллы.